# Prosoparia marginata
Prosoparia marginata là một loài bướm đêm trong họ Erebidae.